# Стоддард (Нью-Гемпшир)
Стоддард (англ. Stoddard) — місто (англ. town) в США, в окрузі Чешир штату Нью-Гемпшир. Населення — 1374 особи (2020).

## Демографія
Згідно з переписом 2010 року, у місті мешкали 1232 особи в 502 домогосподарствах у складі 355 родин. Було 1044 помешкання
Расовий склад населення:
| - 95,6 % — білих - 1,2 % — корінних американців - 0,7 % — чорних або афроамериканців - 0,6 % — азіатів |

До двох чи більше рас належало 1,8 %. Частка іспаномовних становила 1,6 % від усіх жителів.
За віковим діапазоном населення розподілялося таким чином: 21,3 % — особи молодші 18 років, 59,0 % — особи у віці 18—64 років, 19,7 % — особи у віці 65 років та старші. Медіана віку мешканця становила 45,7 року. На 100 осіб жіночої статі у місті припадало 100,7 чоловіків;  на 100 жінок у віці від 18 років та старших — 97,8 чоловіків також старших 18 років.
Середній дохід на одне домашнє господарство  становив 86 813 долари США (медіана — 78 182), а середній дохід на одну сім'ю — 98 255 доларів (медіана — 90 833). Медіана доходів становила 61 359 доларів для чоловіків та 41 250 доларів для жінок. За межею бідності перебувало 4,4 % осіб, у тому числі 3,8 % дітей у віці до 18 років та 1,5 % осіб у віці 65 років та старших.
Цивільне працевлаштоване населення становило 666 осіб. Основні галузі зайнятості: освіта, охорона здоров'я та соціальна допомога — 33,3 %, виробництво — 14,6 %, роздрібна торгівля — 11,0 %, будівництво — 9,5 %.